# Angelo Rotta
Angelo Rotta (Milán, 9 de agosto de 1872 - Ciudad del Vaticano, 1 de noviembre de 1965) fue un sacerdote católico y diplomático italiano, Nuncio Apostólico en Budapest a finales de la Segunda Guerra Mundial y reconocido como Justo entre las Naciones por su labor de salvamento de miles de judíos del Holocausto judío durante la alianza de Hungría con la Alemania Nazi.
Ordenado sacerdote el 10 de febrero de 1895 y obispo el 1 de noviembre de 1922 por el cardenal Pietro Gasparri, durante su anterior actividad diplomática en Bulgaria, ya guardado muchos judíos búlgaros por emitir certificados bautismales y salvoconductos para viajar a Palestina.
En 1944-1945 contribuyó enormemente en la acción conjunta de los diplomáticos de varias naciones neutrales (Portugal, España, Suecia y Suiza), así como de la Santa Sede y el Comité Internacional de la Cruz Roja en Budapest para salvar a la población judía. Estas acciones, iniciadas por Carl Lutz y en las que colaboraron, entre otros, Giorgio Perlasca, Friedrich Born, Raoul Wallenberg y Ángel Sanz Briz, consiguieron emitir al menos 15.000 cartas de protección y certificados bautismales a judíos húngaros. Como decano del cuerpo diplomático, protestó con vehemencia varias veces a los gobiernos húngaros de Miklós Horthy y Ferenc Szálasi, líder del Partido de la Cruz Flechada, contra las deportaciones de judíos. 
Se retiró de la diplomacia en 1957 y fue reconocido como Justo entre las Naciones por el Yad Vashem de Israel en 1997.